# Гийом II де Краон
Гийом II де Краон (фр. Guillaume II de Craon) (1350 — 1410) — виконт Шатодёна с 1381, сеньор де Марсильяк, камергер короля Карла VI.

## Биография
Сын Гийома I де Краона и Маргариты де Дампьер-Фландр-Термонд. После смерти отца унаследовал виконтство Шатодён, которое тот купил у вдовствующей графини Оверни и Булони Марии де Дампьер-Фландр-Термонд — тётки своей жены.
Около 1368 г. женился на своей родственнице (двоюродной племяннице) Жанне де Монбазон (1353—1394), дочери и наследнице Рено де Монбазона (ум. 1368) и Жанны де Краон. По правам супруги стал сеньором Сен-Мора, Нуатра, Ферьера, Вернёйля, Прессиньи, Шатонёфа, Монбазона, Монсоро и т. д. До этого Жанна непродолжительное время была женой Симона, третьего сына графа Бушара VI де Вандома, но тот умер вскоре после свадьбы.
Дети:
- Амори (ум. 1390), погиб во время Тунисской экспедиции Людовика II Бурбона
- Гильом III (ум. 1396), виконт Шатодена, сеньор де Монбазон и де Сент-Мор
- Жан (погиб в битве при Азенкуре в 1415), виконт Шатодёна, сеньор де Монбазон и де Сен-Мор
- Маргарита, дама де Марсильяк, де Монбазон и де Сен-Мор
- Изабо, жена Одара де Верьера
- Мария, дама де Монсоро, с 1404 г. жена Луи де Шабо, сеньора де ла Грев
- Жанна, жена Пьера де Турнемин де Ла Гюноде
- Луиза, жена Миля Рабаша де Хангеста.

Гийом II де Краон согласно договору от 12 октября 1395 года продал виконтство Шатоден герцогу Людовику Орлеанскому, брату короля Карла VI. Он удовольствовался небольшой суммой в 7400 ливров, но при этом за его наследниками сохранялись часть доходов и титул (до 1415 года, когда младший сын Гийома II Жан погиб в битве при Азенкуре, и умер брат — Пьер де Краон, сеньор де Ферте-Бернар).
Через свою дочь Маргариту был предком кардинала Ришелье  и  короля Франции и Наварры Луи-Филиппа I Орлеанского.